# Сімаки (Росія)
Сімаки́ (рос. Симаки) — присілок у складі Кірово-Чепецького району Кіровської області, Росія. Входить до складу Пасеговського сільського поселення.
Населення становить 4 особи (2010, 4 у 2002).
Національний склад станом на 2002 рік — росіяни 100 %.